# Леслі Бенкс
Леслі Бенкс (англ. Leslie Banks; 9 червня 1890, Вест Дербі — 21 квітня 1952, Лондон) — видатний англійський актор театру і кіно.

## Життєпис
Леслі Бенкс народився 9 червня 1890 в передмісті Ліверпуля Вест-Дербі. Освіту здобув в Оксфорді. Артистичну кар'єру почав у 1911 році в лондонському Водевіль-театрі.
Під час Першої світової війни, в одному з боїв Бенкс був серйозно поранений — одна сторона його особи була покрита шрамами і частково паралізована. Однак ця обставина не завадила талановитому акторові повернутися після війни в театр і продовжувати грати на сцені, виступаючи в самих різних амплуа. Розглядалося серед претендентів на роль Дракули. Згодом Бенкс став відомий не тільки як актор, але і як режисер-постановник і театральний продюсер.
У кінематограф Бенкс прийшов у 1932 році: його першим фільмом став американський трилер «Сама небезпечна гра» (реж. Ірвінга Пічела), в якому він зіграв мисливця на людей, зловісного графа Зароффа (цікава невірна інтонація з якою актор вимовляє фрази по-російськи). Надалі, аж до 1950 року, Бенкс періодично з'являвся на екрані як у головних ролях, так і в ролях другого плану.
Леслі Бенкс помер від інсульту 21 квітня 1952 року в Лондоні.

## Фільмографія
У числі інших, працював зі знаменитими британськими режисерами.

### Альфред Гічкок
- «Людина, що знала надто багато» (1934),
- «Таверна» Ямайка" (1939)

### Майкл Пауелл
- «Під торговим прапором» (1935),
- «Нічна вечірка» (1935),
- «Маленька задня кімната» (1949)

### Лоуренс Олів'є
- «Генріх V» (1944)

### З Девідом Ліном
- «Мадлен» (1950).